# كريس (جزيرة)

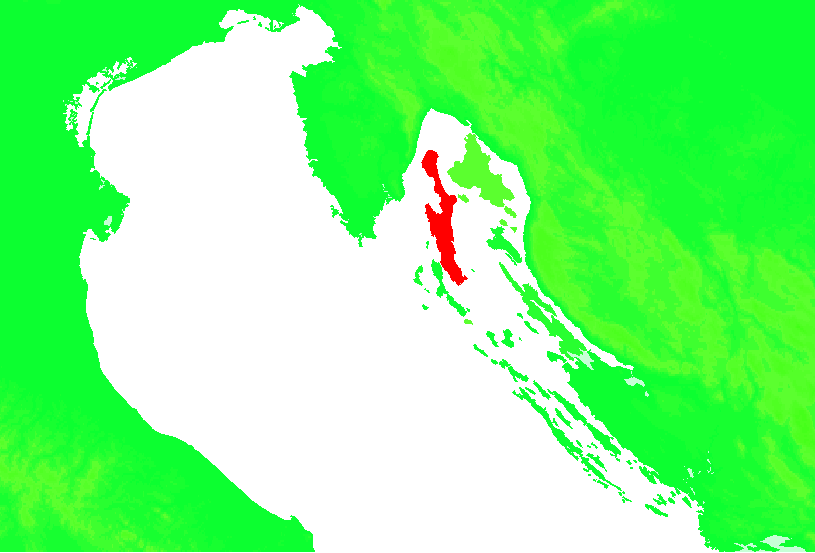
موقع جزيرة كريس في البحر الأدرياتيكي.

جزيرة كريس (بالإيطالية: Cherso، بالألمانية: Kersch، باللاتينية: Crepsa، باليونانية: Χερσος)، هي جزيرة تقع البحر الأدرياتيكي في كرواتيا. وواحدة من الجزر الشمالية في خليج كفرنر. ويمكن الوصول إليها عن طريق عبارة من جزيرة كرك أو من شبه جزيرة استريا.
تبلغ مساحتة الجزيرة 405.78 كم2، وهي بنفس حجم جزيرة كرك المجاورة تقريباً. بلغ عدد سكانها 3,184 عام 2001.